# جلول صمصم
جلول صمصم؛ ولد في 21 غشت 1966، في سيدي قاسم، المغرب؛ سياسي مغربي، شغل العديد من المناصب في الإدارة الترابية. عين في يناير 2014، واليا على جهة تازة الحسيمة تاونات، و عاملا على إقليم الحسيمة.

## سيرته
صمصم مهندس دولة في مجال الصناعة الغذائية و حاصل على شهادات تكوينية من المعهد العالي للتجارة و إدارة المقاولات و المعهد الوطني للتهيئة و التعمير. انطلقت مسيرته المهنية كرئيس لمصلحة الجودة في الشركة الوطنية للسكر ببهت، و زاول التدريس الجامعي، كأستاذ زائر، في المدرسة الوطنية للتجارة و التدبير في سطات. في 2005، كان رئيسا مفوضا للجنة دعم ترشيح طنجة لاحتضان المعرض الدولي.

## مسيرته السياسية
- بين 1999 و 2002: مدير غرفة التجارة و الصناعة في إقليم سطات.
- بين 2002 و 2005: رئيس المركز الجهوي للاستثمار الشاوية ورديغة.
- بين 2005 و 2010: رئيس المركز الجهوي للاستثمار طنجة تطوان.
- 16 دجنبر 2010: تم تعيينه عاملا على إقليم إفران.
- يناير 2014: تم تعيينه واليا على جهة تازة الحسيمة تاونات، عاملا على إقليم الحسيمة، خلفا لمحمد الحافي.[2]